# Équipe d'Arabie saoudite de football à la Coupe d'Asie 2000
Cet article présente la campagne de l'Équipe d'Arabie saoudite de football lors de la phase finale de la Coupe d'Asie des nations de football 2000, organisée au Liban. Le sélectionneur, le Tchèque Milan Máčala, en poste depuis juin 1999, a pour mission de conserver le titre continental obtenu aux Émirats arabes unis quatre ans plus tôt. Le statut de champion en titre exempte les Faucons de la phase de qualification, ce qui permet au sélectionneur de préparer sereinement ses hommes pour cette cinquième participation consécutive à la compétition.
Trois attaquants terminent meilleurs marqueurs saoudiens de la compétition avec trois buts inscrits. Il s'agit de Mohammad al-Shalhoub, de Talal al-Meshal et de Nawaf al-Temyat. Al-Shahloub inscrit un triplé lors de la victoire saoudienne face à l'Ouzbékistan 5-0, al-Meshal inscrit trois des cinq buts saoudiens lors du tour final (dont les deux buts de la victoire face aux Sud-Coréens en demi-finale) et al-Temyat inscrit un but contre les Ouzbeks et un doublé lors du succès en quarts de finale face au voisin koweïtien.
Les partenaires d'al-Deayea parviennent en finale de la compétition, pour la cinquième fois en cinq participations, après un parcours compliqué. Le premier tour est conclu à la deuxième place de la poule avec un bilan mitigé, à savoir une lourde défaite 4-1 en ouverture face au Japon, un nul sans but contre le Qatar et un succès sans surprise contre les faibles Ouzbeks. Le quart de finale doit aller jusqu'au but en or inscrit par al-Temyat pour voir la qualification face au Koweït et en demi-finale, c'est un doublé tardif d'al-Meshal qui permet l'accession à la finale. Comme en 1992, ils y retrouvent le Japon, qui s'impose une nouvelle fois, par l'intermédiaire de Shigeyoshi Mochizuki, unique buteur de la rencontre.

## Qualifications
En tant que tenante du titre, l'Arabie saoudite est exemptée de campagne éliminatoire et est qualifiée d'office pour la phase finale au Liban.

## Préparation
Milan Máčala dispose de son groupe d'internationaux trois semaines avant le début de la compétition. Cela n'empêche pas les Saoudiens de disputer six matchs amicaux de préparation, trois à domicile et trois en Jordanie.
| 24 septembre 2000 | Arabie saoudite | 2 - 1 | Syrie | Riyad |  |
|                   |                 |       |       |       |  |

| 26 septembre 2000 | Arabie saoudite | 3 - 0 | Syrie | Riyad |  |
|                   |                 |       |       |       |  |

| 28 septembre 2000 | Arabie saoudite                                                                    | 6 - 1 | Émirats arabes unis | Abha |  |
|                   | Falatah 18e, 24e · al-Temyat 34e · Abdullah Souleymani 42e · O. al-Dosari 56e, 88e |       | Malal 72e           |      |  |
|                   | (Rapport)                                                                          |       |                     |      |  |

| 2 octobre 2000 | Jordanie | 1 - 0 | Arabie saoudite | Amman |  |
|                |          |       |                 |       |  |

| 4 octobre 2000 | Arabie saoudite                   | 2 - 0 | Chine | Prince Mohamed Stadium, Zarqa |
|                | al-Jaber 27e · Buteur inconnu 55e |       |       |                               |

| 7 octobre 2000 | Arabie saoudite | 1 - 0 | Kazakhstan | Amman |  |
|                |                 |       |            |       |  |

## Coupe d'Asie des nations 2000

### Effectif
Voici la liste des 22 joueurs sélectionnés par Milan Máčala pour la phase finale de la Coupe d'Asie des nations 2000 au Liban :

### Premier tour
Le tirage au sort du premier tour place l'Arabie saoudite dans le groupe C en compagnie du Japon, du Qatar et de l'Ouzbékistan.
| Groupe C |                 |     |   |   |   |   |    |    |      |
|          | Équipe          | Pts | J | G | N | P | BP | BC | Diff |
| 1        | Japon           | 7   | 3 | 2 | 1 | 0 | 13 | 3  | +10  |
| 2        | Arabie saoudite | 4   | 3 | 1 | 1 | 1 | 6  | 4  | +2   |
| 3        | Qatar           | 3   | 3 | 0 | 3 | 0 | 2  | 2  | -0   |
| 4        | Ouzbékistan     | 1   | 3 | 0 | 1 | 2 | 2  | 14 | -12  |

| 14 octobre | Japon           | 4 | 1 | Arabie saoudite |
|            | Qatar           | 1 | 1 | Ouzbékistan     |
| 17 octobre | Japon           | 8 | 1 | Ouzbékistan     |
|            | Arabie saoudite | 1 | 1 | Qatar           |
| 20 octobre | Japon           | 1 | 1 | Qatar           |
|            | Arabie saoudite | 5 | 0 | Ouzbékistan     |

| 14 octobre 2000 | Japon                                                | 4 - 1 | Arabie saoudite   | Saïda                                       |                                             |
| 17:05           | Yanagisawa 22e · Takahara 37e · Nanami 53e · Ono 88e |       | Morioka 90e (csc) | Spectateurs : 5 000 Arbitrage : Ali Bujsaim | Spectateurs : 5 000 Arbitrage : Ali Bujsaim |

| 17 octobre 2000 | Arabie saoudite | 0 - 0 | Qatar | Saïda                                           |                                                 |
| 19:45           |                 |       |       | Spectateurs : 5 000 Arbitrage : Taj Addin Fares | Spectateurs : 5 000 Arbitrage : Taj Addin Fares |

| 20 octobre 2000 | Arabie saoudite                                           | 5 - 0 | Ouzbékistan | Saïda                                         |                                               |
| 19:35           | al-Otaibi 18e · al-Shalhoub 35e, 78e, 86e · al-Temyat 88e |       |             | Spectateurs : 2 000 Arbitrage : Kim Young-Joo | Spectateurs : 2 000 Arbitrage : Kim Young-Joo |

### Quart de finale
| 24 octobre 2000 | Arabie saoudite                     | 3 - 2 b.e.o. | Koweït                      | Cité sportive Camille-Chamoun, Beyrouth |                        |
| 19:45           | al-Temyat 46e, 108e · al-Meshal 67e |              | Abdullah 61e · Al-Huwdi 67e | Arbitrage : Brian Hall                  | Arbitrage : Brian Hall |

### Demi-finale
| 26 octobre 2000 | Arabie saoudite    | 2 - 1 | Corée du Sud      | Cité sportive Camille-Chamoun, Beyrouth |                            |
| 16:45           | al-Meshal 76e, 80e |       | Lee Dong-gook 90e | Arbitrage : Saad al-Fadhli              | Arbitrage : Saad al-Fadhli |

### Finale
| 29 octobre 2000 | Japon         | 1 - 0 | Arabie saoudite | Cité sportive Camille-Chamoun, Beyrouth |                         |
| 18:45           | Mochizuki 29e |       |                 | Arbitrage : Ali Bujsaim                 | Arbitrage : Ali Bujsaim |